# Pantherfisch
Der Pantherfisch (Epinephelus altivelis, Syn.: Cromileptes altivelis) ist ein Barsch aus der Familie der Zackenbarsche. Er wird auch „Paddelbarsch“, „Pantherbarsch“ und „Grace-Kelly-Barsch“ genannt und erreicht in freier Natur eine Länge von bis zu 70 Zentimeter.

## Lebensraum
Sein Lebensraum sind der Indische und Pazifische Ozean. Dort lebt er in versandeten Lagunen und Außenriffen, meist in der Nähe von Verstecken in Tiefen von zwei bis 40 Metern.

## Lebensweise
Im Laufe seiner Entwicklung ist der Pantherfisch zuerst weiblich, wandelt dann sein Geschlecht und wird zum Männchen (Proterogynie). Aus diesem Grund sind die weiblichen Tiere kleiner. Sein Sozialverhalten ist gegenüber gleich großen und größeren Fischen friedlich. Die Nahrung besteht hauptsächlich aus kleinen Fischen und Krebstieren.

## Zucht
In Singapur, Indonesien und auf den Philippinen werden die Barsche als Speisefische gezüchtet.

## Trivia
Pantherfische werden zuweilen mit dem Trivialnamen „Grace-Kelly-Barsch“ versehen. Dies rührt daher, dass im Jahr 1960 der erste Aquariological International Congress in Monaco stattfand, wobei ein Foto von Grace Kelly aus dem Jahr 1954 auftauchte, auf dem ihr Kleid der Zeichnung eines Pantherfischs entsprach.